# Али Ята
Али Ята (на арабски: علي يعته) е марокански журналист, политик, деец на работническото движение в Мароко.

## Биография
Ята е роден на 25 август 1920 г. в Танжер, Мароко в семейството на Си Саид и Фатима Бен Амар. Баща му Си е алжирец по произход от района на Кабилия, който се заселва в града през 1911 г. след като е получил висше образование по право от университета Ал-Азхар в Кайро, а майка му Фатима е мароканка от планината Риф.
Ята получава основно образование във френско-арабското основно училище в Танжерския квартал Маршан и средно образование в Казабланка, където семейството му се установява през 1933 г. По-късно завършва приложна арабистика във Филогическия факултет на университета в Алжир и известно време работи като преподавател по арабски език и журналистика.
През ноември 1943 г. Ята става основател и член на Мароканската комунистическа партия, секретар на нейния Централен комитет от 1945 г., член на Политбюро на ЦК на МКП в периода 1946 – 1966 г., първи секретар от 1946 г. и генерален секретар на ЦК на МКП в периода 1966 – 1968 г. Води борба против френското колониално господство, за което е преследван от френските колониалисти, по-късно – и от мароканските власти. Отправя призиви към мароканския народ от трибуната по време на I конгрес на МКП за обединяване в борбата за независимостта на страната, за демократичните свободи и подобряването на положението на трудещите се и за създаването на единен национален фронт за Мароко. Участва в подготовката на въоръжената борба срещу френските колониални власти в периода 1953 – 1956 г., и в създаването на паравоенната военна организация „Черен полумесец“.
През септември 1959 г. мароканското правителство налага временна забрана върху дейността на МКП и стартира съдебно производство срещу нея, което завършва през февруари 1960 г. с окончателната забрана на партията от Върховния съд на Рабат.
През октомври 1963 г. мароканските власти арестуват редица висши лидери на МКП, сред които Ята, Абдел Салим Буркиа, Абдала Лаяши и др., но ги пуска на свобода през януари на следващата година срещу парична гаранция.
През 1968 и 1974 г. Ята основава Партията на освобождението и социализма и Партията на прогреса и социализма.
Директор е на вестниците „Ал-Мукафих“ (1960 – 1964), „Ал-Кифах ал-Уатани“ (1965 – 1969) и „Ал-Баян“ (от край на 1972 г.).
През 1968 – 1974 г. е главен секретар на ПОС, от август 1974 г. и на ППС. Избиран е за народен представител на парламентарните избори през 1977 и 1984 г. На местните избори през 1983 г. се обявява за анулиране на резултатите от тях, поради многобройни нарушение. Подкрепя мароканските претенции за Сахара през 60-те, 70-те и 80-те години.
Многократно е подлаган на репресии.
Автор е на трудове по проблемите на националноосвободителното движение.
Умира на 13 август 1997 г. в Казабланка, Мароко.